# Halina Golczowa
Halina Golczowa (z domu Karczewska) (ur. 20 września 1901 w Warszawie, zm. 22 października 1963 tamże) – polska nauczycielka i poetka. 

## Życiorys
W 1920 poślubiła Mariusza Stanisława Golcza, podporucznika rezerwy, który pracował jako dziennikarz i redaktor w Polskiej Agencji Telegraficznej, mieli córkę Zofię. Halina Golczowa pracowała jako nauczycielka, po wybuchu II wojny światowej zaangażowała się w tajne nauczanie. W 1940 jej mąż zginął w Katyniu, Halina Golczowa została aresztowana 23 września 1941 i została osadzona na Pawiaku, a następnie przetransportowana do obozu koncentracyjnego Ravensbrück, gdzie otrzymała numer 7591. W obozie prowadziła lekcje języka polskiego i literatury, pisała dla współwięźniarek wiersze liryczne odzwierciedlające życie w obozie. W lipcu 1943 została przeniesiona do fabryki samolotów w Neubrandenburgu, gdzie pracowała ponad siły i była zakwaterowana w nieludzkich warunkach. Zachorowała na reumatyzm i straciła oko, przeżyła tylko dzięki pomocy współwięźniów. Po wyzwoleniu obozu powróciła do kraju i zaangażowała się w pracę socjalną w domu opieki. Równocześnie zaczęła tworzyć poezję dla dzieci, współpracowała z pismami dziecięcymi Świerszczyk i Płomyczek, opublikowała również tom swoich wierszy. W związku ze stale pogarszającym się stanem zdrowia pod koniec życia opiekowała się nią przyjaciółka z obozu Olga Nider-Dickman. Zmarła w wieku 62 lat, została pochowana w grobie rodzinnym na cmentarzu Powązkowskim (kw. 159, rząd 5, grób 8).

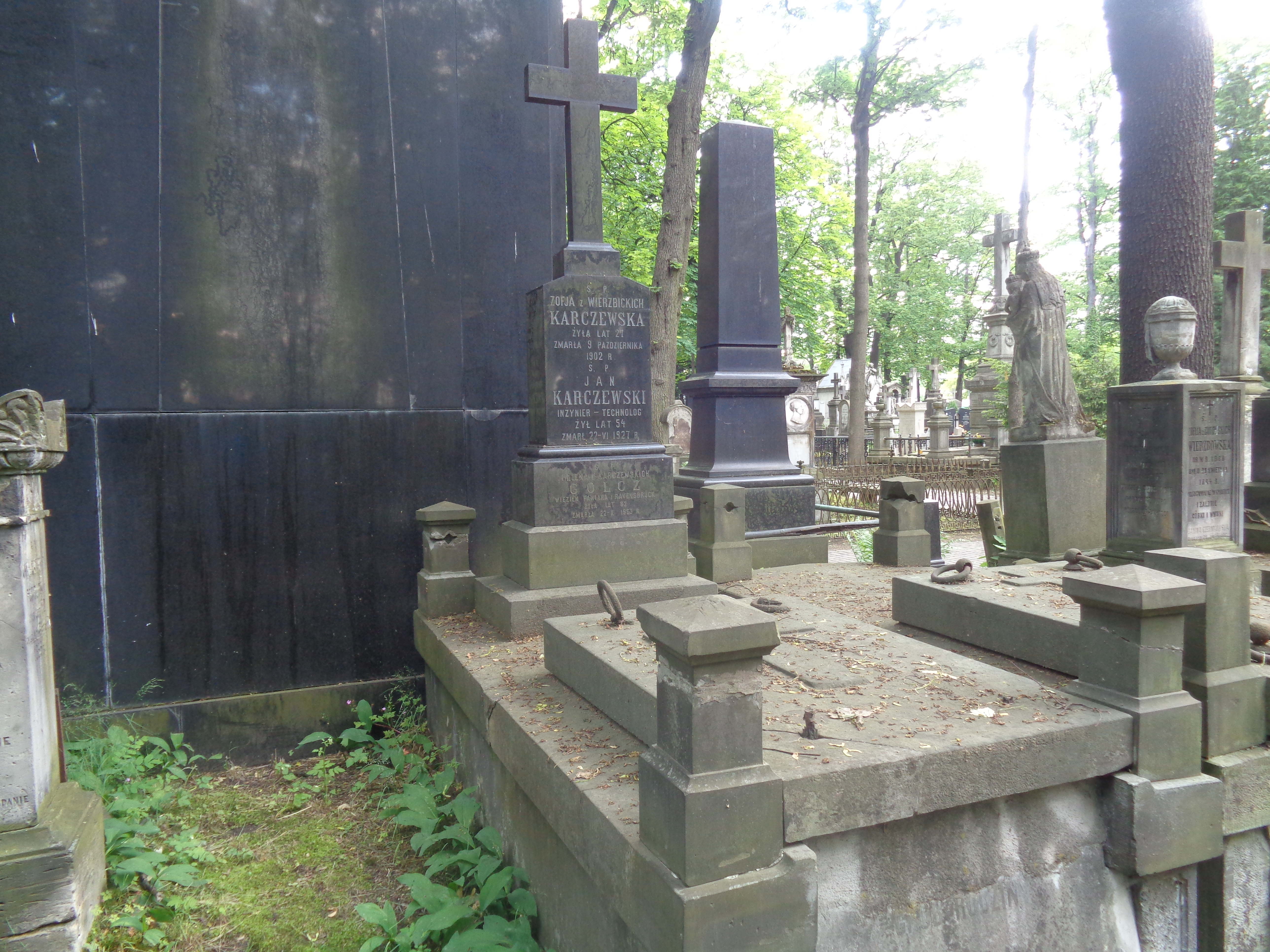
Nagrobek Haliny Golcz na Cmentarzu Powązkowskim w Warszawie